# Margaret Mary Smith
Pour les articles homonymes, voir Smith.
Margaret Mary Smith, née MacDonald (26 septembre 1916 - 8 septembre 1987), est une physicienne, chimiste et ichtyologiste sud-africaine. 

## Jeunesse et formation
Margaret Mary MacDonald naît le 26 septembre 1916, à Indwe, une petite ville d'Afrique du Sud. Elle est la fille de Chisholm MacDonald et d'Helen Evelyn Zondagh. Son père est médecin et sa mère descendante du chef de Voortrekker Jacobus Johannes Uys. Elle est la plus jeune de trois enfants. 
Elle fréquente le lycée Indwe. Elle est présidente de la société de débat, capitaine des équipes de netball et de tennis. De 1934 à 1936, elle poursuit ses études à l'Université Rhodes, où elle obtient un baccalauréat ès sciences en physique et en chimie. Parallèlement, elle fréquente l'école de musique du Grahamstown Training College et obtient sa licence de professeur d'université de musique en 1936. 

## Carrière
En 1937, après avoir obtenu son diplôme, elle devient tutrice principale en chimie à l'Université Rhodes. Le 14 avril 1937, elle épouse son professeur de chimie James Leonard Brierley Smith à Floride, Transvaal. Leur fils, William, naît en 1939. Son époux lui fait partager sa passion pour l'ichtyologie (l'étude des poissons).  
En 1938 et 1956, le couple mène des expéditions de collecte de poissons le long de la côte sud-africaine et au Sud du Mozambique. Ils rejoignent, en 1946, le Département d'ichtyologie nouvellement créé à l'Université Rhodes.  
En 1949, le couple publie un ouvrage intitulé The Sea Fishes of Southern Africa. Elle produit 685 illustrations sur les 1 320 que contient la première édition du livre.  
En 1952, ils découvrent un cœlacanthe rare aux Comores, le deuxième spécimen vivant identifié dans l'histoire moderne. Le premier spécimen avait été découvert en 1938 par une collègue de James, Marjorie Courtenay-Latimer. Margaret Mary Smith réalise les illustrations et les peintures de leur rapport. 
L'une des premières œuvres solo majeures de Margaret Smith est la description et l'illustration des poissons marins communs d'Afrique du Sud dans une encyclopédie en seize volumes, Ensiklopedie van die Wêreld. Elle produit plus de 2 000 illustrations et est reconnue comme l'une des principales illustratrices de poissons au monde. Elle illustre les poissons dans les éditions ultérieures de Poissons de Mer d'Afrique du Sud, Poissons des Seychelles et Poissons du Parc National de Tsitsikama.
En janvier 1968, son mari se suicide en s'empoisonnant au cyanure. Le couple aura découvert conjointement 370 espèces de poissons et publié 500 articles.  
Entre 1968 et 1982, Smith est directrice de l'Institut d'ichtyologie JLB Smith, une unité de recherche ichtyologique créé à Grahamstown en mémoire de son mari. En 1977 et 1980, elle est décorée de la médaille d'argent de l'Union de la pêche sud-africaine et en 1980 elle reçoit le prix du mérite de l'Institut des relations publiques d'Afrique du Sud pour ses services au Cap oriental.  
En 1980, Smith est nommée professeur agrégé et en avril 1980, l'institut est transformé en musée national. En 1981, elle est nommée professeure titulaire. Elle fait partie d'une équipe qui créé le nouveau Département d'ichtyologie et des sciences halieutiques à l'Université Rhodes. Margaret Smith siège à la Faculté des sciences de l'Université de 1968 à 1982. Elle prend sa retraite en 1982, après avoir mené la transition de l'institut d'une unité de taxonomie classique à une organisation impliquée dans la recherche nationale et internationale en taxonomie, écologie, science de la pèche et aquaculture. 
En 1987, Smith reçoit l'Ordre du service méritoire, classe 1 (or), des mains du président de l'État, Pieter Botha.   
Elle décède le 8 septembre 1987 et laisse la plus grande collection de poissons marins d'Afrique australe au monde.  